# مالاهو
مالاهو یک منطقهٔ مسکونی در جیبوتی است که در منطقه تاجوره واقع شده‌است.

## خصوصیات
مالاهو ۳۰۳ متر بالاتر از سطح دریا واقع شده‌است.